# 茲林Z 22
茲林Z 22是一款雙人單引擎單翼機，由捷克斯洛伐克的莫拉凡飛機製造公司所製造，發展自茲林Z 381，採用Praga D引擎，另有3人座位的Z 22M型。茲林Z 22的時速為155公里，航程為500公里。

## 型號
- Z-22 - 採用Persy III引擎的原型機
- Z-22D - 量產型，採用Praga D引擎
- Z-22M - 3座位型，採用Walter Minor 4-III引擎
- Z-122 - 3至4座位，只生產了2台原型機